# Гун Цзіньцзє
Гун Цзіньцзє  (кит.: 宫 金杰, 12 листопада 1986) — китайська велогонщиця, олімпійська медалістка.

## Виступи на Олімпіадах
| Олімпіада   | Дисципліна       | Місце |
| ----------- | ---------------- | ----- |
| Лондон 2012 | командний спринт | 2     |